# Setodes pellucidulus
Setodes pellucidulus är en nattsländeart som beskrevs av Schmid 1987. Setodes pellucidulus ingår i släktet Setodes och familjen långhornssländor. Inga underarter finns listade i Catalogue of Life.